# Stechelberg
Stechelberg är en ort i kommunen Lauterbrunnen i kantonen Bern, Schweiz.